# Aegialia carri
Aegialia carri är en skalbaggsart som beskrevs av Gordon och Cartwright 1988. Aegialia carri ingår i släktet Aegialia och familjen Aegialiidae. Inga underarter finns listade i Catalogue of Life.